# Oligoneurus peruanus
Oligoneurus peruanus är en stekelart som först beskrevs av Mason 1969.  Oligoneurus peruanus ingår i släktet Oligoneurus och familjen bracksteklar. Inga underarter finns listade i Catalogue of Life.